# Rituri orientale
Riturile orientale sunt formele de cult practicate de bisericile răsăritene, atât de cele cunoscute generic ca biserici ortodoxe, cât și de bisericile catolice orientale.
Unul din cele mai râspândite rituri orientale este ritul bizantin. Tot oriental este și ritul armean.